# 바리스 아스타나
바리스 누르술탄(카자흐어: Барыс Нұр-Сұлтан, 러시아어: Барыс Нур-Султан)은 카자흐스탄 아스타나을 연고로 하는 프로 아이스하키 팀이다. 정칙 명칭은 바리스 하키 클럽(카자흐어: Барыс хоккей клубы)이다. 콘티넨탈 하키 리그(KHL)의 창설 팀 중 하나로 KHL 동부 콘퍼런스 체르니쇼프 지구에 참가하고 있다. 홈구장은 카자흐스탄 스포츠 센터이다.

## 역사
1999년 11월 26일 아스타나에서 채택한 결의안의 결과로 설립되었다. 이 팀은 매년 아스타나 시장상을 위한 아마추어 토너먼트에서 뛰는 열성적인 선수들과 챔피언십의 다른 팀에서 온 프로 선수들로 구성된 준프로 레벨로 구성되었다. 팀 이름인 Barys는 카자흐스탄의 국가 상징인 눈표범에서 유래되었다.

## 선수

### 개인 기록
| 선수                    | 포지션 | 경기 수 | 골  | 어시스트 | 포인트 | P/G |
| 브랜던 보츤스키         | RW     | 412     | 169 | 236      | 405    | .98 |
| 켈빈 댈먼               | D      | 483     | 115 | 233      | 348    | .72 |
| 나이절 도스             | LW     | 377     | 196 | 146      | 342    | .91 |
| 로만 스타르첸코         | C      | 577     | 166 | 137      | 303    | .53 |
| 더스틴 보이드           | C      | 394     | 116 | 128      | 244    | .62 |
| 탈가트 자일라우오프     | C      | 390     | 72  | 97       | 169    | .43 |
| 바딤 크라스노슬로보체프 | LW     | 285     | 57  | 83       | 140    | .49 |
| 로만 삽첸코             | D      | 444     | 45  | 75       | 120    | .27 |
| 막심 스피리도노프       | RW     | 152     | 54  | 64       | 118    | .78 |
| 대런 디츠               | D      | 160     | 33  | 71       | 104    | .65 |

| 선수                    | 포지션 | 골  |
| 나이절 도스             | LW     | 196 |
| 브랜던 보츤스키         | RW     | 169 |
| 로만 스타르첸코         | C      | 166 |
| 더스틴 보이드           | C      | 116 |
| 켈빈 댈먼               | D      | 115 |
| 탈가트 자일라우오프     | C      | 72  |
| 바딤 크라스노슬로보체프 | LW     | 57  |
| 막심 스피리도노프       | RW     | 54  |
| 로만 스타르첸코         | D      | 45  |
| 콘스탄틴 글라자체프     | LW     | 44  |

| 선수                    | 포지션 | 어시스트 |
| 브랜던 보츤스키         | RW     | 236      |
| 켈빈 댈먼               | D      | 233      |
| 나이절 도스             | LW     | 146      |
| 로만 스타르첸코         | C      | 137      |
| 더스틴 보이드           | C      | 128      |
| 탈가트 자일라우오프     | C      | 97       |
| 바딤 크라스노슬로보체프 | LW     | 83       |
| 로만 삽첸코             | D      | 75       |
| 마이크 런딘             | D      | 74       |
| 안드레이 가브릴린       | RW     | 73       |